# Maison du Peuple de Laval
La maison du Peuple de Laval est un bâtiment construit en 1910 à Laval. Elle est constituée d'un pavillon, situé au 14 rue Noémie-Hamard, et d'une salle des fêtes construite dans son prolongement à l'arrière. L'ensemble  n'est pas encore inscrit au titre des monuments historiques contrairement à d'autres maisons du Peuple encore existantes.

## Historique et architecture
Il s'agit à la base d'une idée lancée par Félicien Challaye dans le cadre de l'Université populaire de Laval. Jusqu'en 1909, la Bourse du Travail occupe un local 56, rue Rennaise où l'Université populaire de Laval a aussi son siège. Le local devient trop exigu en raison du développement que prennent les Syndicats ouvriers.
La Société Coopérative, L'Émancipatrice lavalloise, fait l'acquisition d'un terrain, 14, rue Noémie Hamard, sur lequel elle fit construire la « Maison du Peuple ». Les différents Syndicats mettent en commun leurs fonds. Le bâtiment, en bordure de la rue est construit par un entrepreneur. 
La Maison du Peuple est construite par l'Union des syndicats en 1910 un pavillon à un étages ouvrant sur la rue et abritant bureaux et salles de réunion. Sa façade présente quelques réminiscences Art nouveau. Dans son prolongement, à l'arrière, est construit en 1912, une salle des fêtes.  L'U.P. lança dans les années 30 un emprunt rapidement couvert auprès de ses amis pour transformer la Salle Acambon.
La maison était la propriété de la Société Coopérative L'Émancipatrice lavalloise.
La façade de l'édifice, comporte en mosaïque, Maison du peuple 1910 - Bien être - Liberté. C'est l'une des rares maisons du peuple encore conservées de nos jours dans l'Ouest de la France.
Ouverte sur la question sociale, l’U.P.L. ne donne pendant l'Occupation ni dans l’ouvriérisme, ni dans le populisme démagogique. Ces valeurs humanistes ne peuvent que rentrer en conflit avec les compromissions du régime vichyssois et l’idéologie nazie. L'U.P.L. demeure en sommeil pendant la seconde guerre mondiale. Les locaux de la Maison du Peuple sont d'ailleurs occupés par une école ou des services sociaux.
Le mouvement Libération-Nord voit le jour en Mayenne, au printemps de 1943, à la suite d'une réunion clandestine à la Maison du Peuple de Laval où se retrouvent d'une part, venant de Paris, François Tanguy-Prigent et Pierre Neumeyer, d'autre part des Mayennais parmi lesquels Pierre Boursicot, Auguste Beuneux, Pierre Coste.